# Co kdyby…? (seriál)
Co kdyby…? (v anglickém originále What If…?) je americký animovaný televizní seriál, vytvořený na motivy stejnojmenného komiksu vydavatelství Marvel Comics. Jeho autorem je Ashley Bradley a je vysílán na streamovací službě Disney+ od srpna 2021. Antologický seriál, který je jako první animovaný pořad součástí franšízy Marvel Cinematic Universe (MCU), odkazuje na všech 23 filmů z Infinity Sagy. Zobrazuje významné okamžiky z filmů MCU, kdyby se odehrály jinak. První i druhá řada mají čítat po devíti dílech.
Seriál je vyprávěn postavou Watchera, kterého ztvárňuje Jeffrey Wright, a v jednotlivých dílech mají hostovat herci z filmů MCU.
V červenci 2019 uvedla Hayley Atwellová, že již bylo zahájeno natáčení hlasového obsazení. Premiéra první série byla 11. srpna 2021 a skládala se z devíti epizod. Vydání druhé série je naplánováno na 22. prosince 2023 a ve vývoji je už i třetí série.

## Příběh
Hlavním vypravěčem seriálu je kosmická bytost známá jako Pozorovatel (v anglickém originále Watcher), který v návaznosti na konec první série seriálu Loki sleduje dění ve všech alternativních časových liniích. Zabývá se možností, jak by dopadly důležité momenty z filmů Marvel Cinematic Universe, pokud by se nějakým způsobem odehrály jinak. Právě těmto alternativním realitám se Pozorovatel věnuje a komentuje je, ačkoliv sám nemůže nijak zasáhnout. Každá epizoda tak začíná premisou: Co kdyby…?

## Obsazení
- Jeffrey Wright jako Watcher – člen Watcher race, která pozoruje vesmír

### Hosté
- Chadwick Boseman jako T'Challa
- Jaimie Alexander jako Sif
- Hayley Atwellová jako Peggy Carterová
- Angela Bjakosett jako Ramonda
- Paul Bettany jako Vision a J.A.R.V.I.S.
- Leslie Bibb jako Christine Everhart
- Josh Brolin jako Thanos
- Clancy Brown jako Surtur
- Don Cheadle jako James Rhodes
- Carrie Coon jako Proxima Midnight
- Dominic Cooper jako Howard Stark
- Benedict Cumberbatch jako Stephen Strange
- David Dastmalchian jako Kurt
- Benicio del Toro jako Taneleer Tivan / Sběratel
- Kat Dennings jako Darcy Lewis
- Michael Douglas jako Hank Pym
- Jon Favreau jako Harold „Happy“ Hogan
- Karen Gillanová jako Nebula
- Jeff Goldblum jako Grandmaster
- Seth Green jako Howard the Duck
- Clark Gregg jako Phil Coulson
- Frank Grillo jako Brock Rumlow
- Sean Gunn jako Kraglin Obfonteri
- Danai Gurira jako Okoye
- Chris Hemsworth jako Thor
- Tom Hiddleston jako Loki
- Djimon Hounsou jako Korath the Pursuer
- Rachel House jako Topaz
- Samuel L. Jackson jako Nick Fury
- Toby Jones jako Arnim Zola
- Michael B. Jordan jako Erik „Killmonger“ Stevens
- John Kani jako T'Chaka
- Evangeline Lilly jako Hope van Dyne
- Ophelia Lovibond jako Carina
- Rachel McAdams jako Christine Palmerová
- Neal McDonough jako Dum Dum Dugan
- Natalie Portman jako Jane Fosterová
- Jeremy Renner jako Clint Barton / Hawkeye
- Michael Rooker jako Yondu Udonta
- Paul Rudd jako Scott Lang
- Mark Ruffalo jako Bruce Banner / Hulk
- Kurt Russell jako Ego
- Andy Serkis jako Ulysses Klaue
- Cobie Smulders jako Maria Hill
- Sebastian Stan jako James „Bucky“ Barnes
- Georges St-Pierre jako Georges Batroc
- Chris Sullivan jako Teaserface
- Tilda Swinton jako the Ancient One
- Stanley Tucci jako Abraham Erskine
- Emily VanCamp jako Sharon Carterová
- Tom Vaughan-Lawlor jako Ebony Maw
- Taika Waititi jako Korg
- Bradley Whitford jako John Flynn
- Benedict Wong jako Wong

Dále, Tony Stark, Steve Rogers, Carol Danversová, Peter Parker, Ultron, Nataša Romanovová, Gamora, Drax, Wanda Maximovová, Red Skull, Ross, Peter Quill, Obadiah Stane, Shuri, Pepper Pottsová a členové skupiny Dora Milaje, avšak s jiným hlasovým obsazením než ve filmech Marvel Cinematic Universe.

## Seznam dílů
| Řada | Díly | Premiéra v USA    | Premiéra v USA    |
| Řada | Díly | První díl         | Poslední díl      |
| ---- | ---- | ----------------- | ----------------- |
| 1    | 9    | 11. srpna 2021    | 6. října 2021     |
| 2    | 9    | 22. prosince 2023 | 30. prosince 2023 |
| 3    | 8    | 22. prosince 2024 | 29. prosince 2024 |